# Idealtipo
L'idealtipo o tipo ideale è una costruzione teorica che contiene in sé i dati storici e contingenti di determinati fenomeni, le cui relazioni e conseguenze sono riconducibili ad un unico modello con il quale è possibile comprendere i tratti essenziali di una realtà storico-sociale. Spesso non è un termine estratto dal suo contesto culturale e/o storico che, applicato a realtà diverse, permette di individuare tratti comuni.
Sono esempi di tipi ideali i concetti di autorità, potere, feudalesimo o etica protestante.

## Origine e significato del termine
«Idealtipo» è un termine coniato nella seconda metà del XIX secolo dal sociologo Max Weber:
(Max Weber)
Il termine viene richiamato dallo psicologo Karl Jaspers che lo definisce in questi termini:
(Karl Jaspers)
Secondo Jaspers avrebbe valore a livello di idealtipo la conoscenza intesa come verità evidente, mentre al livello del singolo evento la comprensione resta incompleta (in gewissem Masse unvollständig). L'idealtipo è quindi da considerare come una connessione «ideale», indipendente dalla realtà del caso in esame: la connessione è evidente ma non necessariamente reale, per cui il rapporto tra idealtipo e caso singolo è quello di un'«interpretazione» (Deutung).